# 風の子学園事件
風の子学園事件（かぜのこがくえんじけん）とは、広島県三原市の小佐木島にあった情緒障害児更生施設「風の子学園」で、1991年（平成3年）7月に発生した園生2人の監禁致死事件である。同学園は、不登校もしくは問題行動をする児童・生徒の更生を目的としており、施設を紹介した教育委員会の責任も認められた。

## 概要
1991年7月29日午後9時、瀬戸内海に浮かぶ小佐木島（当時住民26名）にあった「風の子学園」（事件により廃園）から警察へ「姫路市の会社員の長男（当時14歳）と三原市の自営業者の長女（当時16歳）がコンテナ内で熱射病（現在の熱中症）で死亡している」との通報がなされた。2人は喫煙したことに対する戒めとして、前日の28日午前1時ごろ以降、国鉄から払い下げられ同施設内にあったコンテナ（C20形コンテナ）内部に手錠でつながれて監禁状態にされていた。2人の死因は炎天下に44時間監禁されたことにより脱水状態に陥ったためであった。
コンテナは幅2.4メートル、奥行き3.6メートル、高さ2.3メートルで、中にはテーブルや便器が置かれていたが、窓となる開口部はなかった。
この事件で、監禁致死罪で同施設の学園長の男（当時67歳）が起訴された。1997年7月15日に一審（広島地方裁判所）で懲役5年の有罪判決が下され、控訴および上告したが後に実刑が確定した。また、元学園長は小佐木島に施設を開設する前にも、1983年から数年間、広島県佐伯郡大柿町（現・江田島市）で旧中学校校舎を利用した「 飛渡瀬（ひとのせ）青少年海洋研究所」（後に「ふるさと自然の家」に改称）を運営し、カッター訓練などをしながら青少年の更生を謳っていたが、そこでも風の子学園と同様に、指導と称した暴力行為が行われていたといわれている。事件について、やはり厳しい指導で一時期話題をまいた戸塚ヨットスクールがもてはやされた影響を指摘する声がある。

### 国家賠償訴訟
少年の遺族は、施設の実態を調べずに紹介した姫路市教育委員会もまた少年の死について法的責任を負うべきであるとして、姫路市を相手に損害賠償を求める民事訴訟を起こした。市は遺族が自発的に少年の入園を決定したものとして、全く法的責任が無いとの見解を表明していたが、裁判では教育委員会の担当指導主事が入園を強く勧めた事実が認定され、一審の神戸地方裁判所姫路支部（1997年11月17日）並びに控訴審の大阪高等裁判所（1998年12月11日）は原告勝訴の判決を下し、被告の姫路市が上告したが最高裁判所が1999年10月1日に棄却して、姫路市の法的責任が確定した。

### 事件のその後
元学園長は服役後の2001年10月に女子高生への強制わいせつ行為により広島県警に再逮捕され、2002年6月に広島地方裁判所で懲役2年の実刑判決を受けた。
風の子学園の施設は何も使用されず放置されており、事件が起きたコンテナも長年残されていた。島民たちはコンテナ撤去に向けた活動を行い、不明だった地権者が見つかったことから、三原市が対応を求め、地権者の費用負担で2023年、コンテナが撤去されることになった。先に撤去されていた食堂やシャワー室など8棟に続いて、2人が死亡したコンテナは同年6月22日、作業員が手を合わせた後、30分ほどで解体された。